# Lands End Nunataks
I Lands End Nunataks (in lingua inglese: nunataks della fine della Terra) sono due nunatak, cioè dei picchi rocciosi situati sul fianco orientale della parte terminale del Ghiacciaio Beardmore, nel Commonwealth Range, catena montuosa che fa parte dei Monti della Regina Maud, in Antartide.  
Questi nunatak delimitano l'estremità settentrionale del Commonwealth Range nella Barriera di Ross.
La denominazione descrittiva fu raccomandata al Comitato consultivo dei nomi antartici (US-ACAN) dal geologo John Gunner dell'Istituto di Scienze Polari dell'Università statale dell'Ohio, che  il 16 gennaio 1970 aveva effettuato la misurazione di una sezione geologica in questa zona assieme a Henry H. Brecher.